# Ivești (okręg Gałacz)
Ivești – wieś w Rumunii, w okręgu Gałacz, w gminie Ivești. W 2011 roku liczyła 4571 mieszkańców.